# Ptychochromoides betsileanus
Ptychochromoides betsileanus é uma espécie de peixe da família Cichlidae.
É endémica de Madagáscar.
Os seus habitats naturais são: rios.
Está ameaçada por perda de habitat.